# Сергєєв Максим В'ячеславович
Максим В'ячеславович Сергєєв (рос. Максим Вячеславович Сергеев; 4 липня 1987, Казань, Росія) — російський хокеїст, захисник.
Вихованець хокейної школи «Ак Барс» (Казань). Виступав за «Нафтовик» (Альметьєвськ), «Ак Барс» (Казань), «Аріада-Акпарс» (Волжськ), Газпром-ОГУ (Оренбург), «Сокіл» (Новочебоксарськ), «Титан» (Клин), «Сокіл» (Красоноярськ), «Дизель», «Єомак», «Буран», «Німан», «Шахтар» (Солігорськ) та «Рязань».
З 2024 року — тренер клубу «Ак Барс-Динамо 2017» (Казань).